# 302 هـ
302 هـ هي سنة في التقويم الهجري امتدت مقابلةً في التقويم الميلادي بين سنتي 914 و915.

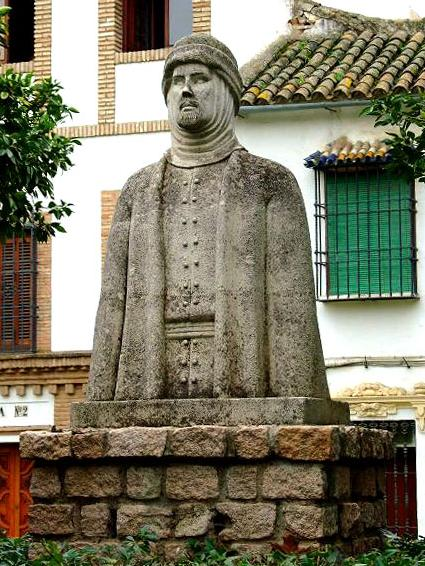
الحكم المستنصر بالله

## مواليد
- الحكم المستنصر بالله
- معز الدولة البويهي
- القدوري

## وفيات
- القاسم بن ثابت العوفي

- القاسم بن ثابت السرقسطى
- حباسة بن يوسف
- عروبة بن يوسف